# 사무실 의자

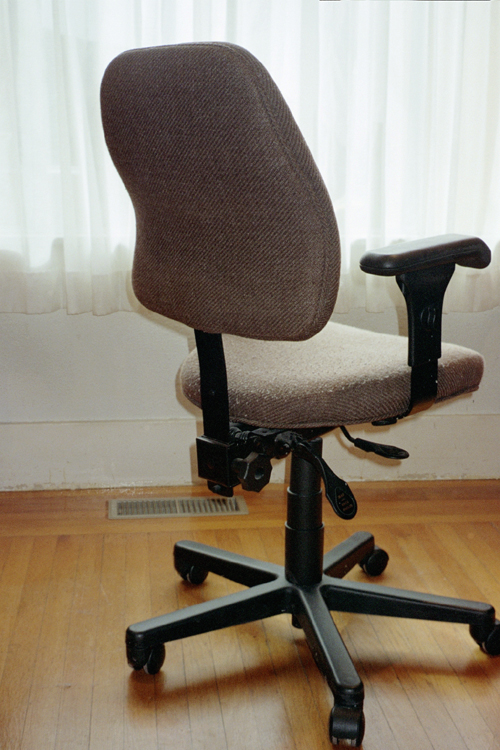

사무실 의자 또는 책상 의자는 사무실 책상에 사용하도록 설계된 의자 유형이다. 일반적으로 이동성과 높이 조절이 가능한 바퀴 세트가 있는 회전 의자이다. 현대식 사무실 의자는 일반적으로 의자 좌석 아래에 위치하는 단일의 독특한 하중 지지 다리(종종 가스 리프트라고도 함)를 사용한다. 바닥 근처에서 이 다리는 여러 개의 작은 다리로 펼쳐져 있는데, 이 다리는 종종 바퀴가 달려 있고 바퀴라고 불린다. 사무실 의자는 19세기 중반에 더 많은 근로자가 교대 근무를 책상에 앉아 보내면서 개발되었으며, 이로 인해 다른 의자에서는 볼 수 없는 몇 가지 기능이 채택되었다.
글쓰기나 타이핑과 같은 많은 사무실 활동에는 작업 공간 앞의 앞쪽 좌석 위치가 포함되며 손을 뻗거나 손을 뻗기 위해 팔과 손을 자유롭게 사용하는 것이 강조된다. 전화 통화와 같은 다른 작업에서는 기댄 자세가 허용된다. 오랫동안 한 자세로 앉아 있는 정적인 자세는 신체에 부담을 주며 의학적 문제를 일으킬 수 있다. 증가하는 일반적인 비즈니스 활동인 화상회의는 타이핑이나 오디오 전화에 비해 자세 제약이 약간 다르다. 좌석 팬 기울기와 같은 추가 조정 기능이 있는 의자는 다양한 사용 사례에 적합하다. 때때로 이것은 신체를 더욱 움직이기 위해 전동식 스탠딩 데스크와 결합된다.
바퀴가 달린 의자는 단단한 바닥이나 특수 매트 위에서 가장 잘 움직인다. 바퀴는 베어링 하중을 작은 접촉 표면에 집중시키며, 적합한 단단한 매트로 보호하지 않는 한 전통적인 경목과 같은 일부 유형의 바닥재를 손상시킬 수 있다. 롤링과 스위블을 함께 사용하면 한 명의 사무원이 작은 사무실 공간(종종 사무실 칸막이) 내에서 다양한 책상이나 워크스테이션을 제어할 수 있다. 푹신한 카펫은 휠체어용 바닥재로 적합하지 않는다. 특히 카펫이나 플라스틱 바닥 매트와 같은 최신 합성 재료 위로 굴러가는 플라스틱 바퀴는 높은 수준의 정전기를 생성할 수 있으며, 이는 경우에 따라 전자 장치에 손상을 줄 수 있다.